# 信託銀行
信託銀行（しんたくぎんこう）は、一般に信託業務を主に営む銀行をいい、日本においては、銀行法に基づく免許を受けた銀行のうち、金融機関の信託業務の兼営等に関する法律（兼営法）によって信託業務の兼営の認可を受けて、信託業務を主として行い、金融庁の「免許・登録業者一覧」に於いて「業態 / 信託銀行」とされたものを指す。
その多くは商号において「信託銀行」と称する。信託業務の兼営の認可を受けた金融機関は「信託」を称することはできるが、これを称する義務まではないため、「信託」を称さない銀行その他の金融機関の中にも信託業務の兼営の認可を受けた者は存在し、本稿においてはこれらについても言及する。
なお、信託銀行等の兼営信託金融機関の他に信託業法に基づき信託業務を営む者として信託会社がある。

## 信託業務
「信託業務」とは、他人財産を自己の名義として預かり、自己の財産と分別管理する機能を有しており、様々な業務で活用されて金融インフラとしても不可欠の要素となっている。機能としては銀行預金とほぼ同じ金銭信託、貸付信託等の定期性貯金から、有価証券管理の機能を提供する証券投資信託や特定金銭信託、年金資産の運用をする年金信託、資産流動化業務としては売掛債権や手形債権等の金銭債権の流動化業務を受託する他、不動産投資信託の信託受託者としても信託機能を提供している。
金銭信託
顧客（委託者）から預かった資金を手形割引や有価証券（株式や債券など）で運用し、収益を配当する。商品名「ヒット」。
貸付信託
委託者から集めた資金を主な産業に長期的に貸付け、その運用収益を配当する。商品名「ビッグ」。
年金信託
企業や個人からの年金基金を運用する。マスタートラストもこの一種である。
土地信託
地主の依頼を元に業務を代行してビルや住宅の建設・管理・運用を行い、家賃収入から諸経費を引いたものを地主に配当する。
証券投資信託
一般に「投資信託」（ファンド）と呼ばれているもの。投信委託会社からの指示を受けて証券投資の運用を代行する。
その他、証券代行業務と不動産仲介業務および遺言信託も、兼営法における併営業務として認められている。
証券代行業務とは、主に会社法上の株主名簿管理人として株式公開企業の株式事務（名義書換、配当金の支払、議決権行使の集計など）を代行すること。なお、現在では上場会社は証券取引所の規則により、取引所が承認する株式事務代行機関（各信託銀行、東京証券代行株式会社（三井住友信託銀行の完全子会社）、日本証券代行株式会社（三井住友信託銀行傘下で日本証券金融も出資）及びアイ・アールジャパン）への委託が義務づけられている。
不動産仲介業務は宅地建物取引業法第77条により、通常の宅地建物取引業者と異なり、国土交通大臣への届出によって同大臣の免許を受けたものとみなされる。免許番号は「国土交通大臣届出第何号」となる。免許の更新がないので更新回数をしめすカッコ内数字はない。
遺言信託とは、遺言書の作成をアドバイスしたり、遺言書の保管、死亡後は相続人に代わって遺産の名義を書き換えるなど相続の手続全般を行う業務。
2004年12月31日施行の信託業法改正により、管理型信託については原則登録制に変更となった。信託業務は運用型信託と管理型信託に分けられ、運用型信託会社は最低資本金1億円・免許制、管理型信託会社は最低資本金5000万円・登録制となった。

## 日本における信託銀行史
明治以前にも、例えば荘園で守護が徴収した年貢米等の管理や換金を、堺や博多などの商人に委託する行為はあったものの、明治以降は、それまでの商習慣とは別に、欧米の信託制度を導入し、業として行うようになった。明治の後半以降、日本興業銀行などが社債などのアンダーライティングを信託業務の一環として行うようになり、その後、個人財産の運用管理を行う会社も設立されるようになった。一方、信託業務の法整備も行われ、1922年の旧信託業法が成立、信託会社の設立は免許制となった。
ちなみに、現在見られるような銀行業務を併営する信託銀行が登場するようになったのは第二次大戦中以降である。1943年に成立された兼営法により信託会社と銀行の合併が進められたためである。結果、昭和初期には50社近くあった信託専業会社は、終戦時には住友信託・三菱信託・川崎信託・三井信託・安田信託・日本信託・第一信託の7社にまで減少した。
1948年に制定された証券取引法により、銀行と証券会社の業際が分離することになり、有価証券のアンダーライティングを主要業務の一つとしてきた信託会社にとっては引き受けた戦時国債等の無価値化や戦後の大幅なインフレによる受益資産の運用悪化と共に経営環境の悪化の一因となった。こうした中、信託会社の救済として、大蔵省の主導で信託会社が（合併をせずに）銀行業併営を進めることとなった。
同年7月20日、日本信託株式会社が信託銀行に改組したことを皮切りに他の信託会社も信託銀行となった。
1954年に大蔵省は、普通銀行から信託業務を分離し、普通銀行から長期資金供給負担を軽減させる政策を進めた。これにより、信託業務を併営する普通銀行は大和銀行以外になくなり（大和銀行は「銀行は長期及び短期の資金を一元的に供給する責務がある」として大蔵省の要求を固辞）、信託銀行は住友・三菱・三井・安田・東洋（神戸銀行、三和銀行の信託部門、及び野村證券の証券代行部門から設立）・中央（第一信託の信託部門、及び東海銀行の信託部門を吸収）・日本の7社となった。
1984年5月の日米円・ドル委員会報告書は、「内国民」待遇を原則に、外銀が単独または日本の信託銀行と組むかたちで信託業務に進出することを認める方針を打ち出した。1985年6月22日、大蔵省は9外銀の申請をすべて認めたが、申請していたのはJPモルガン、ケミカル、マニュファクチャラーズ・ハノバー、チェース・マンハッタン、シティバンク、バンカース・トラスト（現ドイツ銀行）、バークレイズ、クレディ・スイス、スイスユニオンであり、免許は1985年10月25日付でモルガン信託銀行と日本バンカース・トラスト信託銀行から順次交付されていった。佐川急便事件につづく1993年の金融制度改革によって、国内証券会社や国内普通銀行も信託銀行子会社の設立が解禁された。そして金融ビッグバンが更なる市場開放を実現した。
信託銀行の資産状況は劇的に変化していた。日本での総資産を見ると、1975年末には有価証券が11.1%、貸出金が70.1%、現預金が0.1%であったのが、1985年末には21.6%、48.9%、0.2%になり、1996年10月末には51.6%、14.8%、5.7%となった。
また、戦後の普通銀行と信託銀行の分離政策に関係なかった琉球銀行・沖縄銀行の両行は沖縄の本土復帰にともなう特例により金銭信託を取り扱うことになった（琉球銀行はこれに加えて、琉球信託と沖縄信託の2社の業務も引き継いだ）。このうち琉球銀行は2004年3月に金銭信託の新規受け入れを、2005年9月には追加受け入れを停止した。

## 信託銀行略年表
- 1918年（大正7年）6月 - 株式会社大阪野村銀行設立。
- 1920年（大正9年）3月 - 株式会社日本信託銀行設立。
- 1924年（大正13年）3月 - 三井信託株式会社設立。
- 1925年（大正14年）
  - 5月9日 - 共済信託株式会社設立。
  - 7月28日 - 住友信託株式会社設立。
- 1926年（大正15年）2月12日 - 共済信託株式会社が安田信託株式会社と改称。
- 1927年（昭和2年）
  - 1月 - 株式会社大阪野村銀行が株式会社野村銀行と商号変更。
  - 3月10日 - 三菱信託株式会社設立。
- 1927年（昭和2年）6月2日 - 川崎信託株式会社設立。
- 1943年（昭和18年）2月 - 株式会社日本信託銀行が銀行業務を安田銀行に譲渡、藤本証券株式会社と合併、大和證券株式会社新立。
- 1944年（昭和19年）8月 - 株式会社野村銀行が野村信託銀行株式会社（旧）を合併。
- 1947年（昭和22年）8月 - 川崎信託株式会社が日本信託株式会社と改称。
- 1948年（昭和23年）
  - 7月 - 日本信託株式会社が日本信託銀行株式会社、三井信託株式会社が東京信託銀行株式会社(旧、のちに設立の行名と同じものだが、全く関係はない。以下同じ)とそれぞれ改称。GHQによる財閥解体の影響から改称を余儀なくされた。
  - 8月 - 三菱信託株式会社が朝日信託銀行株式会社、住友信託株式会社が富士信託銀行株式会社（旧）、安田信託株式会社が中央信託銀行株式会社(旧)とそれぞれ改称。
  - 10月 - 株式会社野村銀行が株式会社大和銀行と商号変更。
- 1952年（昭和27年）
  - 6月 - 朝日信託銀行株式会社が三菱信託銀行株式会社、東京信託銀行株式会社（旧）が三井信託銀行株式会社、富士信託銀行株式会社が住友信託銀行株式会社、中央信託銀行株式会社（旧）が安田信託銀行株式会社とそれぞれ旧財閥名に復帰。
  - 8月 - 中央信託銀行が安田信託銀行に改称。
- 1959年（昭和34年）11月2日 - 当時の長短金融分離政策から三和銀行と神戸銀行の信託部門を切り離し、野村證券の証券代行業務および資産管理業務を引き継いで東洋信託銀行株式会社設立。
- 1962年（昭和37年）5月 - 長短分離政策から、東海銀行と第一信託銀行（旧国際信託、のちの朝日銀行、現みずほ銀行）の信託部門を切り離し、日本証券代行から株式名義書換代理人業務を引き継いで中央信託銀行株式会社（新）設立。
- 1985年（昭和60年）
  - 10月 - モルガン信託銀行株式会社、日本バンカーズトラスト信託銀行株式会社（のちのドイチェ信託銀行株式会社）など、外国銀行系信託銀行設立。
  - 11月 - チェース・マンハッタン信託銀行設立。
- 1986年（昭和61年）
  - 1月 - シティバンク・オーバーシーズ・インベストメント・コーポレーションの100%出資によりシティトラスト信託銀行設立。
  - 2月 - ケミカル信託銀行設立。
  - 3月 - クレディ・スイス(95%)と三井信託銀行(5%)との共同出資によりクレディ・スイス信託銀行設立。
  - 4月 - スイス・ユニオン銀行の100%出資によりスイス・ユニオン信託銀行設立。
  - 4月 - バークレイズ・バンク・ピーエルシーの100%出資によりバークレイズ信託銀行設立。
- 1992年（平成4年）1月 - クレディ・スイス信託銀行がクレディ・スイスの100%出資となる。
- 1993年（平成5年）8月 - 金融制度改革法による金融機関の信託子会社の第1弾として、東京信託銀行株式会社（新、東京銀行系）、野村信託銀行株式会社（新、野村證券系）、山一信託銀行株式会社（山一證券系）、大和インターナショナル信託銀行株式会社（大和證券系）設立。
- 1994年（平成6年）2月 - 日債銀信託銀行株式会社、しんきん信託銀行株式会社設立。
- 1995年（平成7年）
  - 8月 - 東海信託銀行株式会社、農中信託銀行株式会社設立。
  - 10月 - 興銀信託銀行株式会社設立。
  - 11月 - 第一勧業信託銀行株式会社設立。
  - 11月 - 三和信託銀行株式会社設立。
  - 12月28日 - さくら信託銀行株式会社設立。
- 1996年（平成8年）
  - 3月 - あさひ信託銀行株式会社設立（あさひ銀行子会社：かつての朝日信託銀行とは無関係）。
  - 6月 - 富士信託銀行株式会社（新）設立。住友銀行の信託銀行子会社としてすみぎん信託銀行設立。
  - 10月 - チェース・マンハッタン信託銀行がドイチェ・モルガン・グレンフェル信託銀行株式会社と改称。
  - 11月 - 長銀信託銀行株式会社設立。
- 1997年（平成9年）5月 - スイス・ユニオン信託銀行がユー・ビー・エス信託銀行と改称。
- 1998年（平成10年）
  - 8月 - 山一信託銀行株式会社がオリックス信託銀行株式会社と改称。
  - 11月 - 中央信託銀行、経営破綻した北海道拓殖銀行の本州の営業を譲受。
  - 11月 - 日証金信託銀行株式会社設立。
- 1999年（平成11年）
  - 4月1日 - 第一勧業信託銀行株式会社と富士信託銀行株式会社（新）が合併し、第一勧業富士信託銀行株式会社となる。
  - 4月5日 - BNP信託銀行株式会社設立。
  - 7月 - バークレイズ信託銀行がバークレイズ・グローバル・インベスターズ信託銀行と改称。
  - 8月 - ドイチェ・モルガン・グレンフェル信託銀行株式会社がディーエムジー信託銀行株式会社と改称。
  - 10月 - 三和信託銀行株式会社が、東洋信託銀行株式会社を存続会社として合併。
  - 10月 - 第一勧業信託銀行と富士信託銀行が合併し、第一勧業富士信託銀行に改称。安田信託銀行から、年金・証券代行・証券管理業務を譲受。
- 2000年（平成12年）
  - 4月1日 - 中央信託銀行株式会社（新）と三井信託銀行株式会社が合併し、中央三井信託銀行株式会社となる。
  - 5月9日 - ディーエムジー信託銀行株式会社が日本マスタートラスト信託銀行株式会社と改称。
  - 6月5日 - 長銀信託銀行株式会社が新生信託銀行株式会社と改称。
  - 6月20日 - 株式会社大和銀行・住友信託銀行株式会社の2社により日本トラスティ・サービス信託銀行株式会社設立。
  - 8月 - BNP信託銀行株式会社がBNPパリバ信託銀行株式会社と改称。
  - 8月 - 住友信託銀行が大和インターナショナル信託銀行株式会社（大和証券グループ本社子会社）、すみぎん信託銀行株式会社を合併
  - 10月1日 - 第一勧業富士信託銀行株式会社を存続銀行として興銀信託銀行株式会社を合併し、みずほ信託銀行株式会社(旧)となる。
- 2001年（平成13年）
  - 1月4日 - 日債銀信託銀行株式会社があおぞら信託銀行株式会社と改称。
  - 1月22日 - 資産管理サービス信託銀行株式会社がみずほ信託銀行株式会社他の出資により設立。
  - 4月2日 - 三菱信託銀行株式会社、日本信託銀行株式会社及び株式会社東京三菱銀行の三行が株式移転により株式会社三菱東京フィナンシャル・グループを設立し、三行はその完全子会社となる。
  - 4月2日 - 東洋信託銀行株式会社が株式会社三和銀行及び株式会社東海銀行と株式移転により株式会社UFJホールディングスを設立し、三行はその完全子会社となる。
  - 6月29日 - 中央三井信託銀行株式会社がさくら信託銀行株式会社の全株式を株式会社三井住友銀行から譲り受ける。
  - 7月 - 東海信託銀行株式会社が、東洋信託銀行株式会社を存続会社として合併。
  - 8月31日 - 日興信託銀行が日興シティ信託銀行株式会社と改称
  - 10月1日 - 三菱信託銀行株式会社が日本信託銀行株式会社及び東京信託銀行株式会社(新)を合併。
  - 12月3日 - シティトラスト信託銀行、資産管理部門を日興シティ信託銀行に営業譲渡。
  - 12月10日 - 大和銀信託銀行株式会社が株式会社大和銀行の子会社として設立。
  - 12月12日 - 株式会社大和銀行が株式会社近畿大阪銀行及び株式会社奈良銀行と株式移転により株式会社大和銀ホールディングスを設立し、三行はその完全子会社となる。
- 2002年（平成14年）
  - 1月15日 - 東洋信託銀行株式会社がUFJ信託銀行株式会社と改称。
  - 2月1日 - 中央三井信託銀行株式会社が株式移転により三井トラスト・ホールディングス株式会社を設立し、その完全子会社となる。併せて、さくら信託銀行株式会社が三井アセット信託銀行株式会社と改称し、三井トラスト・ホールディングス株式会社の直接の子会社となる。
  - 2月25日 - 大和銀信託銀行株式会社が株式会社大和銀ホールディングスの直接の子会社となる。
  - 3月1日 - 株式会社大和銀ホールディングスが株式会社あさひ銀行を株式交換により完全子会社とする。
  - 4月1日 - みずほ信託銀行株式会社(旧)が株式会社第一勧業銀行、株式会社富士銀行及び株式会社日本興業銀行の会社分割により株式会社みずほホールディングスの直接の子会社となる。
  - 4月1日 - 安田信託銀行株式会社がみずほアセット信託銀行株式会社と改称。
  - 6月18日 - あさひ信託銀行が株式会社大和銀ホールディングスの完全子会社になる。
  - 10月1日 - 株式会社大和銀ホールディングスが株式会社りそなホールディングスと改称。
  - 10月1日 - あさひ信託銀行株式会社が、一部業務を大和銀信託銀行株式会社に譲渡した上で、株式会社大和銀行に合併される。
  - 10月15日 - 大和銀信託銀行株式会社がりそな信託銀行株式会社と改称。
- 2003年（平成15年）
  - 3月1日 - 株式会社大和銀行を存続銀行として株式会社あさひ銀行を合併し、株式会社りそな銀行と改称。
  - 3月12日 - 資産管理サービス信託銀行株式会社がみずほ信託銀行株式会社の子会社から株式会社みずほフィナンシャルグループの直接の子会社となる。
  - 3月12日 - みずほアセット信託銀行株式会社を存続銀行としてみずほ信託銀行株式会社(旧)と合併し、みずほ信託銀行株式会社(新)と改称。併せて株式会社みずほフィナンシャルグループの直接の子会社となる。
- 2004年（平成16年）4月1日 - BNPパリバ信託銀行株式会社が株式会社新銀行東京と改称。
- 2005年（平成17年）
  - 3月31日 - ユー・ビー・エス信託銀行が、法人向け資産運用業務のUBSグローバル・アセット・マネジメントへの統合に伴い、解散。
  - 10月1日 - 三菱信託銀行株式会社とUFJ信託銀行株式会社が合併し、三菱UFJ信託銀行株式会社となる。
  - 10月1日 - 株式会社三菱東京フィナンシャル・グループと、株式会社UFJホールディングスが合併し、株式会社三菱UFJフィナンシャル・グループとなり、三菱UFJ信託銀行はその傘下に入る。
- 2005年（平成17年）12月 - ドイチェ信託銀行が、資産運用業務をドイチェ・アセット・マネジメント株式会社へ、法人信託サービス業務を新設のDB信託株式会社に移管後、営業を終了。
- 2006年（平成18年）3月 - モルガン信託銀行がJPモルガン信託銀行に改称。クレディ・スイス信託銀行、シティトラスト信託銀行が営業廃止。
- 2007年（平成19年）10月 - 三井トラストホールディングス株式会社が、中央三井トラスト・ホールディングス株式会社へ社名変更。同時に三井アセット信託銀行株式会社が、中央三井アセット信託銀行株式会社へ行名変更。
- 2008年（平成20年）2月 - 住友信託銀行がバークレイズ・グローバル・インベスターズ信託銀行を合併。
- 2009年（平成21年）
  - 3月1日 - ニューヨークメロン銀行がJPモルガン信託銀行を買収、ニューヨークメロン信託銀行に改称。
  - 4月1日 - りそな信託銀行がりそな銀行に吸収合併。2001年に、当時の大和銀行が信託部門の一部を分社化したが、結局、他行との差別化や業務の効率化を図るために7年半弱で元に戻す形となった。
  - 10月1日 - 野村信託銀行が日興シティ信託銀行を完全子会社化する。
- 2010年（平成22年）
  - 3月1日 - 日興シティ信託銀行がNCT信託銀行株式会社と改称。
  - 7月20日 - 野村信託銀行がNCT信託銀行を吸収合併。
- 2011年（平成23年）
  - 4月1日 - 中央三井トラスト・ホールディングスと住友信託銀行が経営統合し、三井住友トラスト・ホールディングス株式会社が発足。住友信託銀行は同社傘下となった。
  - 10月1日 - オリックス信託銀行がオリックス銀行株式会社に改称。
- 2012年（平成24年）4月1日 - 三井住友トラスト・ホールディングス傘下の3信託銀行（住友・中央三井・中央三井アセット）が合併し、三井住友信託銀行株式会社が発足（存続行は住友信託銀行）。
- 2013年（平成25年）10月1日 - ソシエテジェネラル信託銀行が三井住友銀行の子会社となり株式会社SMBC信託銀行に改称。
- 2015年（平成27年）11月1日 - SMBC信託銀行がシティバンク銀行からリテール部門を譲受。
- 2017年（平成29年）9月19日 - 三菱UFJ信託銀行がしんきん信託銀行を合併。
- 2018年（平成30年）
  - 5月1日 - 新銀行東京が八千代銀行、東京都民銀行と合併し、きらぼし銀行となる（存続行は八千代銀行だが、合併前に信託兼営の認可を取得）。
  - 6月1日 - あおぞら信託銀行がGMOあおぞらネット銀行株式会社と改称。
  - 7月17日 - GMOあおぞらネット銀行株式会社が、リテール向けネット銀行業務を開始。
  - 10月1日
    - 資産管理サービス信託銀行株式会社及び日本トラスティ・サービス信託銀行株式会社による株式移転により、JTCホールディングス株式会社が設立。2信託銀行を完全子会社とする。
    - GMOあおぞらネット銀行株式会社が、吸収分割により、信託業務をあおぞら銀行に譲渡し、信託兼営行でなくなる（あおぞら銀行は、吸収分割に先だって信託兼営の認可を取得）。
- 2020年（令和2年）
  - 7月27日 - 日本トラスティ・サービス信託銀行株式会社が、資産管理サービス信託銀行株式会社及び持株会社であるJTCホールディングス株式会社を吸収合併し、株式会社日本カストディ銀行に改称。

## 信託銀行の一覧

### リテール信託
- 0288　三菱UFJ信託銀行
- 0289　みずほ信託銀行
- 0294　三井住友信託銀行
- 0300　SMBC信託銀行（旧エス・ジー・信託銀行→ソシエテジェネラル信託銀行） - 2015年11月1日に、シティバンク銀行のリテール部門を譲受し、有人店舗展開及びリテール分野に進出。
- 0304　野村信託銀行（野村證券が銀行代理店として展開）

### 金融機関系信託
- 0311　農中信託銀行
- 0320　新生信託銀行
- 0321　日証金信託銀行

### 外銀系信託
- 0295　ニューヨークメロン信託銀行
- 0299　ステート・ストリート信託銀行

### マスタートラスト・再信託専業信託
- 0297　日本マスタートラスト信託銀行
- 0324　日本カストディ銀行

## その他兼営信託金融機関の一覧
上記の他にも、「信託銀行」とは称さないものの信託業務の兼営の認可を受けた銀行は存在し、銀行以外にも信託業務の兼営の認可を受けた金融機関も存在する。

### 都市銀行
- 0009　三井住友銀行
- 0010　りそな銀行

### 地方銀行
- 0125　七十七銀行（宮城県）
- 0126　東邦銀行（福島県）
- 0128　群馬銀行（群馬県）
- 0129　足利銀行（栃木県）
- 0130　常陽銀行（茨城県）
- 0133　武蔵野銀行（埼玉県）
- 0134　千葉銀行（千葉県）
- 0137　きらぼし銀行（東京都）
- 0138　横浜銀行（神奈川県）
- 0140　第四北越銀行（新潟県）
- 0143　八十二銀行（長野県）
- 0144　北陸銀行（富山県）
- 0146　北國銀行（石川県）
- 0149　静岡銀行（静岡県）
- 0150　スルガ銀行（静岡県）
- 0152　大垣共立銀行（岐阜県）
- 0157　滋賀銀行（滋賀県）
- 0158　京都銀行（京都府）
- 0159　関西みらい銀行（大阪府）
- 0161　池田泉州銀行（大阪府）
- 0162　南都銀行（奈良県）
- 0168　中国銀行（岡山県）
- 0169　広島銀行（広島県）
- 0170　山口銀行（山口県）
- 0172　阿波銀行（徳島県）
- 0173　百十四銀行（香川県）
- 0174　伊予銀行（愛媛県）
- 0175　四国銀行（高知県）
- 0177　福岡銀行（福岡県）
- 0190　西日本シティ銀行（福岡県）
- 0179　佐賀銀行（佐賀県）
- 0182　肥後銀行（熊本県）
- 0185　鹿児島銀行（鹿児島県）
- 0187　琉球銀行（沖縄県）
- 0188　沖縄銀行（沖縄県）

### 第二地方銀行
- 0543　名古屋銀行（愛知県）

### その他
- 0017　埼玉りそな銀行
- 0307　オリックス銀行 - 旧社名はオリックス信託銀行。個人向けカードローンなどの事業拡大等を理由に「信託」の文字を社名から外した。
- 0398　あおぞら銀行
- 1000　信金中央金庫
- 2213　整理回収機構
- 3014　神奈川県信用農業協同組合連合会

## かつての信託銀行
- 0310 GMOあおぞらネット銀行（旧・あおぞら信託銀行（ホールセール専業信託銀行）、ネット銀行に業態転換した後、信託部門は吸収分割によりあおぞら銀行に移管）
- 0322 新銀行東京（旧・BNPパリバ信託銀行（プライベートバンキング専業信託銀行）、新たな形態の銀行（中小企業への融資を主体とする銀行）に業態転換した後、現在は東京都民銀行及び八千代銀行と合併してきらぼし銀行となっている）
- 0326 りそな信託銀行（旧・大和銀信託銀行（ホールセール専業信託銀行）、現在はりそな銀行に吸収合併）

※数字は統一金融機関コード